# Miriam Pires
Miriam de Souza Pires (Rio de Janeiro, 20 de abril de 1927 — Rio de Janeiro, 7 de setembro de 2004) foi uma atriz brasileira.

## Carreira
Começou sua carreira no anos 1940 no teatro com Pascoal Carlos Magno. Miriam estreou na TV em 1963 na minissérie Nuvem de Fogo pela TV Paulista; gostaram tanto dela que Miriam voltou a atuar em 1965 na telenovela Ilusões Perdidas, também na TV Paulista, veículo onde tornaria presença constante em  60 produções.
Teve inúmeros trabalhos marcantes na televisão como em Irmãos Coragem (1970), Locomotivas (1977), Baila Comigo (1981), Final Feliz (1982), Tieta (1989) e Pedra sobre Pedra (1992), ambas na Rede Globo, Meus Filhos, Minha Vida (1984) (a única novela que protagonizou) no SBT e Tocaia Grande (1995) e Xica da Silva (1996) ambas na extinta Rede Manchete.
Já no cinema seu período de presença mais constante foram nas décadas de 1970 e 1980 sob a direção dos cineastas: Braz Chediak, Bruno Barreto, Hector Babenco e Djalma Limongi. Estreou no filme Aleluia Gretchen em 1976. Relutou em aceitar o papel no filme Chuvas de Verão (1977), porque teria que ficar nua para fazer cenas de amor ao lado do ator Jofre Soares, ela já tendo uma certa idade. Esse filme lhe rendeu prêmios de melhor atriz.
Era uma atriz de olhar intenso e gestos contidos. Segundo os colegas, era uma pessoa dócil e com grande presença em cena.
Segundo Miguel Falabella, sempre era aplaudida em cena aberta.

### Morte
Miriam Pires morreu em 7 de setembro de 2004, na Clínica Bambina, no bairro de Botafogo em decorrência da toxoplasmose que atingiu o cérebro.
Miriam estava no elenco da telenovela global Senhora do Destino, de Aguinaldo Silva, em que fazia o papel de Dona Clementina, uma espécie de cozinheira e governanta da casa da família Ferreira da Silva. O autor, elenco e direção da Rede Globo lamentaram sua morte, fazendo uma homenagem a ela criando um livro de receitas com o nome da sua personagem. No dia do lançamento do livro, apareceram vários momentos da carreira da atriz em um telão.

### Vida pessoal
Miriam Pires foi casada quatro vezes e era viúva. Deixou uma filha adotiva e uma irmã chamada Azaleia Pires.

## Filmografia

### Cinema
| Ano  | Título                                        | Papel          |
| ---- | --------------------------------------------- | -------------- |
| 1976 | Aleluia, Gretchen                             | Lotte          |
| 1976 | Essa Mulher É minha… e dos Amigos             | Adélia         |
| 1976 | O Vampiro de Copacabana                       | Esmeralda      |
| 1977 | Chuvas de Verão                               | Isaura         |
| 1980 | Bonitinha, mas Ordinária ou Otto Lara Resende | Dona Rita      |
| 1983 | Gabriela, Cravo e Canela                      | Mãe de Malvina |
| 1984 | O Beijo da Mulher Aranha                      | mãe de Molina  |
| 1986 | Brasa Adormecida                              | Tia Cocota     |
| 1987 | Um Trem para as Estrelas                      | Sra. Oliveira  |
| 1990 | Beijo 2348/72                                 | Operária       |
| 2001 | Copacabana                                    | Celina         |
| 2004 | Quanto Vale ou É por Quilo?                   | Judite         |

### Televisão
| Ano  | Título                          | Papel                                  | Nota                                            | Emissora          |
| ---- | ------------------------------- | -------------------------------------- | ----------------------------------------------- | ----------------- |
| 1961 | O Vigilante Rodoviário          | Lilica                                 | Eisódio: "O Rapto de Juca"                      | Rede Tupi         |
| 1965 | Ilusões Perdidas                |                                        |                                                 | Rede Globo        |
| 1965 | Rua da Matriz                   | Mulher do mecânico                     |                                                 | Rede Globo        |
| 1966 | Eu Compro esta Mulher           | Matilde                                |                                                 | Rede Globo        |
| 1966 | Um Rosto de Mulher              | Estela                                 |                                                 | Rede Globo        |
| 1967 | A Sombra de Rebeca              | Leila                                  |                                                 | Rede Globo        |
| 1967 | Anastácia, a Mulher sem Destino | Gaby                                   |                                                 | Rede Globo        |
| 1969 | Rosa Rebelde                    | Inez de La Torre                       |                                                 | Rede Globo        |
| 1969 | Véu de Noiva                    | Mariana                                |                                                 | Rede Globo        |
| 1970 | Irmãos Coragem                  | Dalva                                  |                                                 | Rede Globo        |
| 1971 | Bandeira 2                      | Célia                                  |                                                 | Rede Globo        |
| 1971 | O Homem que Deve Morrer         | Carolina                               |                                                 | Rede Globo        |
| 1972 | O Bofe                          | Consuelo                               |                                                 | Rede Globo        |
| 1973 | Cavalo de Aço                   | Benvinda                               |                                                 | Rede Globo        |
| 1973 | O Semideus                      | Dulce Leonardo                         |                                                 | Rede Globo        |
| 1975 | Cuca Legal                      | Alba                                   |                                                 | Rede Globo        |
| 1975 | Pecado Capital                  | Nora                                   |                                                 | Rede Globo        |
| 1975 | Senhora                         | Camila                                 |                                                 | Rede Globo        |
| 1976 | O Casarão                       | Olinda Leme                            |                                                 | Rede Globo        |
| 1977 | Locomotivas                     | Margarida                              |                                                 | Rede Globo        |
| 1977 | Nina                            | Dona Nicota                            |                                                 | Rede Globo        |
| 1978 | Gina                            | Julica                                 |                                                 | Rede Globo        |
| 1978 | A Sucessora                     | Guilhermina                            |                                                 | Rede Globo        |
| 1978 | Te Contei?                      | Madame Juju                            |                                                 | Rede Globo        |
| 1979 | Caso Especial                   | Nair                                   | Episódio: "Jardim Selvagem"                     | Rede Globo        |
| 1979 | Plantão de Polícia              | Marta                                  | Episódio: "O Cavaleiro do Apocalipse"           | Rede Globo        |
| 1979 | Os Gigantes                     | Eulália                                |                                                 | Rede Globo        |
| 1981 | Baila comigo                    | Cândida Martins                        |                                                 | Rede Globo        |
| 1982 | Final Feliz                     | Marina de Souza                        |                                                 | Rede Globo        |
| 1982 | Sétimo Sentido                  | Carolina                               |                                                 | Rede Globo        |
| 1983 | Anjo Maldito                    | Tina                                   |                                                 | SBT               |
| 1984 | Meus Filhos, Minha Vida         | Luzia                                  |                                                 | SBT               |
| 1985 | Tele Tema                       |                                        | Episódio: "O Sequestro de Lauro Corona"         | Rede Globo        |
| 1985 | Tenda dos Milagres              | Carlota                                |                                                 | Rede Globo        |
| 1986 | Dona Beija                      | Sinhana                                |                                                 | Rede Manchete     |
| 1986 | Tudo ou Nada                    | Vevé                                   |                                                 | Rede Manchete     |
| 1987 | Carmem                          | mãe de Verônica                        |                                                 | Rede Manchete     |
| 1988 | Olho por Olho                   | Fernanda                               |                                                 | Rede Manchete     |
| 1989 | Capitães da Areia               | Ester                                  |                                                 | Rede Bandeirantes |
| 1989 | Tieta                           | Maria Isluísa da Conceição (Dona Milu) |                                                 | Rede Globo        |
| 1990 | Meu Bem, Meu Mal                | Matilde                                |                                                 | Rede Globo        |
| 1991 | Ilha das Bruxas                 | Ludovica                               |                                                 | Rede Manchete     |
| 1991 | Salomé                          | Mariana                                |                                                 | Rede Globo        |
| 1992 | Pedra sobre Pedra               | Dona Quirina                           |                                                 | Rede Globo        |
| 1993 | Sonho Meu                       | Cecília                                |                                                 | Rede Globo        |
| 1994 | Memorial de Maria Moura         | Gerusa                                 |                                                 | Rede Globo        |
| 1994 | Você Decide                     | Luciana                                | Episódio: "Além do Jardim" Episódio: "A Dívida" | Rede Globo        |
| 1994 | Você Decide                     | Talita                                 | Episódio: "A Máscara"                           | Rede Globo        |
| 1995 | Tocaia Grande                   | Ernestina                              |                                                 | Rede Manchete     |
| 1996 | Xica da Silva                   | Dona Benvinda                          |                                                 | Rede Manchete     |
| 1997 | Mandacaru                       | Vó Isabel                              |                                                 | Rede Manchete     |
| 1998 | Você Decide                     | Mariah                                 | Episódio: "Faça a coisa Certa"                  | Rede Globo        |
| 2000 | Uga Uga                         | Cecilia                                |                                                 | Rede Globo        |
| 2001 | Os Normais                      | Dirce                                  | Episódio: "Seguir a tradição é normal"          | Rede Globo        |
| 2001 | Sítio do Picapau Amarelo        | Cuca velhinha                          | Episódio: "Viagem ao País das Fábulas"          | Rede Globo        |
| 2001 | Um Anjo Caiu do Céu             | Ermelinda                              |                                                 | Rede Globo        |
| 2002 | Desejos de Mulher               | Isaura                                 |                                                 | Rede Globo        |
| 2003 | Mulheres Apaixonadas            | Laurinda (participação especial)       |                                                 | Rede Globo        |
| 2003 | Kubanacan                       | viúva Cega                             |                                                 | Rede Globo        |
| 2004 | Chocolate com Pimenta           | Parteira de Graça                      |                                                 | Rede Globo        |
| 2004 | A Diarista                      | Dolores                                | Episódio: "Valha-me Deus"                       | Rede Globo        |
| 2004 | Senhora do Destino              | Clementina Vieira dos Santos           |                                                 | Rede Globo        |

## Prêmios
| Ano  | Prêmio                      | Categoria                | Trabalho                | Resultado |
| ---- | --------------------------- | ------------------------ | ----------------------- | --------- |
| 1977 | Prêmio Air France de Cinema | Melhor Atriz             | Aleluia, Gretchen       | Venceu    |
| 1977 | Prêmio Coruja de Ouro       | Melhor Atriz             | Aleluia, Gretchen       | Venceu    |
| 1977 | Prêmio Molière              | Melhor Atriz             | Aleluia, Gretchen       | Venceu    |
| 1978 | Troféu Candango             | Melhor Atriz Coadjuvante | Chuvas de Verão         | Venceu    |
| 1985 | Prêmio APCA                 | Melhor Atriz             | Meus Filhos, Minha Vida | Venceu    |